# Presidentvalet i USA 2008
Det 56:e presidentvalet i USA hölls den 4 november 2008. Valet stod mellan den demokratiske senatorn Barack Obama och den republikanske senatorn John McCain. Valet vanns av Obama.
Barack Obama vann valet efter att ha fått 52,9 procent av väljarnas röster och 365 elektorsröster mot John McCain som fick 45,7 procent och 162 elektorsröster. Därmed blev Obama den förste afroamerikan som valts till president i USA. Valdeltagandet på 61,7 procent var det högsta sedan 1968, dock har media angett flera olika siffror, beroende på svårigheter med att beräkna exakt hur många som var röstberättigade. Vid beräkning av valdeltagande i USA tas alla personer med som har rösträtt, även de som inte har registrerat sig inför valet. 
Huvudfrågor i valkampanjen var USA:s ekonomi och Irakkriget. 
Barack Obama installerades den 20 januari 2009 som USA:s president.

## Utgångsläge
Det 22:a tillägget till den amerikanska konstitutionen tillät inte att ämbetsinnehavaren, George W. Bush, kandiderade fler gånger, eftersom han redan hade suttit i två mandatperioder. Vicepresident Dick Cheney klargjorde innan valet att han inte ämnade kandidera till presidentposten. Därmed var presidentvalet 2008 det första sedan 1928 där varken sittande president eller vicepresident tävlade om att nomineras av sitt parti, och dessutom det första sedan 1952 där ingen av de båda ställde upp som slutlig kandidat för sitt parti. Dessutom var valet speciellt i och med att demokraternas båda toppkandidater hörde till samhällsgrupper som ännu aldrig beklätt presidentposten: en kvinna, Hillary Clinton, och en afroamerikan, Barack Obama. Om republikanerna vunnit, hade John McCain blivit den äldsta president att tillträda posten, och Sarah Palin landets första kvinnliga vicepresident. 

## Kandidater
Ett stort antal kandidater fanns representerade inför presidentvalet. De flesta av dessa kandidater ställde endast upp i enstaka delstater och var därför chanslösa att nå själva presidentposten. Tretton kandidater fanns representerade i flera delstater, men det fanns sammanlagt endast sex kandidater som kandiderade i tillräckligt många delstater för att kunna vinna en majoritet av elektorerna. Dessa är medtagna i nedanstående lista.
| Parti | Parti                 | Bild             | Presidentkandidat | Yrke                                                                                             | Vicepresidentkandidat | Valkampanjens webbplats |
| ----- | --------------------- | ---------------- | ----------------- | ------------------------------------------------------------------------------------------------ | --------------------- | --- |
|       | Demokratiska partiet  | Barack Obama     | Barack Obama      | senator från Illinois                                                                            | Joe Biden             | barackobama.com (ståndpunkter i valfrågor) |
|       | Republikanska partiet | John McCain      | John McCain       | senator från Arizona                                                                             | Sarah Palin           | johnmccain.com (ståndpunkter i valfrågor) |
|       | Libertarian Party     | Bob Barr         | Bob Barr          | före detta republikansk kongressledamot från Georgia, advokat                                    | Wayne Allyn Root      | bobbarr2008.com |
|       | Obunden               | Ralph Nader      | Ralph Nader       | konsumentföreträdare, flerfaldig presidentkandidat (1996 och 2000 för Green Party, 2004 obunden) | Matt Gonzalez         | votenader.org |
|       | Green Party           | Cynthia McKinney | Cynthia McKinney  | före detta demokratisk kongressledamot från Georgia                                              | Rosa Clemente         | ”www.runcynthiarun.org”. Arkiverad från originalet den 9 januari 2008. https://web.archive.org/web/20080109192022/http://www.runcynthiarun.org/. Läst 21 maj 2009. |
|       | Constitution Party    | Chuck Baldwin    | Chuck Baldwin     | präst, radioprogramledare och partiets vicepresidentkandidat i 2004 års val                      | Darrell Castle        | chuckbaldwinlive.com |

Obama och McCain var de enda kandidater som ställde upp i alla delstater samt Columbiadistriktet. Av de andra kandidaterna ställde Nader upp i 46 delstater, Barr i 45, Baldwin i 37 och McKinney i 32. Räknar man med det som skrivs för hand av väljare direkt på valsedeln (”write-in”-kandidaturer), så var alla kandidater valbara i minst 47 delstater. Bara i Oklahoma kandiderade ingen av dessa. Övriga kandidater var med write-in-kandidaturer bara som mest valbara i blott 30 delstater och kunde därmed inte uppnå majoritet i elektorskollegiet.

## Primärval
Via primärvalen utsåg respektive parti sin kandidat. Det skedde genom att de olika partierna anordnade val i varje delstat. Demokraternas och republikanernas partiinterna primärval inleddes i delstaten Iowa den 3 januari 2008 och avslutade i South Dakota den 3 juni. Tidpunkten för supertisdagen var för bägge partierna 5 februari 2008. Partisammankomster för nominering av de två stora partiernas presidentkandidater (partikonvent) hölls från 25 till 28 augusti i Denver i Colorado (Demokratiska partiet) och från 1 till 4 september 2008 i Saint Paul i Minnesota (Republikanska partiet). Av tradition höll den sittande presidentens parti sitt konvent sist. Under dessa nationella partisammankomster röstade delegaterna (ombuden) från de olika delstaterna om vem som skulle bli partiets president- och vicepresidentkandidat.

### Demokratiska partiet

Resultat i Demokraternas primärval

Det demokratiska partiets primärval var ovanligt utdraget, då en kandidat inte snabbt kunde utses som brukligt, utan dröjde in i juni efter ett jämnt lopp mellan Hillary Clinton och Barack Obama. Rivaliteten mellan de båda lägren liksom den exceptionella situationen, att bägge representerade samhällsgrupper – kvinnor respektive afroamerikaner – som dittills ännu inte frambragt någon president, bidrog såväl nationellt som internationellt till stor massmedial  uppmärksamhet. 
Clinton, som ännu i december 2007 var i klar ledning, genomled i det första primärvalet i Iowa ett betydande nederlag mot Obama, men kunde redan i det andra primärvalet i New Hampshire hämta sig. I slutet av januari drog sig alla seriösa kandidater utom Clinton och Obama ur kampen. Den 5 februari var den så kallade ”Super Tuesday”, då 22 val ägde rum samtidigt. Också efter dessa val kunde fortfarande ingen klar segrare koras. Obama lyckades efter det dock ta elva segrar på rad, vilket försatte Clinton under stor press. Hon lyckades emellertid under följande månader ånyo ta sig ur situationen genom att avgå med en klar primärvalsseger. Det förändrade dock ingenting; Obama låg fortfarande före i antal delegater.
Emellertid fanns också ett stort antal så kallade superdelegater, vilka genom offentliga befattningar eller uppdrag inom partiet hade rösträtt på partistämman. Dessa delegater var inte bundna av primärvalen. Så länge som det verkade som att ingen av de bägge kandidaterna i primärvalen kunde uppnå så många delegater, att superdelegaternas stöd inte längre skulle behövas, var loppet länge öppet. Först när Barack Obama erhållit en majoritet av delegaterna och därutöver superdelegater försäkrat honom sitt stöd, stod det klart, att Clinton hade förlorat. Hon drog sig dock ur först efter det sista primärvalet.
På demokraternas partisammankomst valdes Barack Obama som väntat. Dessutom försäkrade Clinton att hon stödde honom. Partiets kandidat till vicepresidentämbetet blev Joe Biden.

### Republikanska partiet

Resultat i Republikanernas primärval

Hos republikanerna var länge Rudy Giuliani, New Yorks tidigare borgmästare favoriten. Detta ledde dock till en riskabel strategi där han avstod från en aktiv valkampanj i de första primärvalen, för att helt koncentrera sig på primärvalet i Florida. I delstaten hamnade han dock bara på en på tredje plats. I de första primärvalen visade det sig, att det inte fanns en kandidat som kunde täcka republikanernas hela bandbredd. Mike Huckabee representerade den konservativa falangen, Mitt Romney tidigare de marknadsliberala. Trots det kunde den senare inte övertyga många republikanska väljare, bland annat för att han hörde till trosgemenskapen mormonerna, vilket spelade en viktig roll för de väckelsekristet präglade konservativa väljarna. Den 5 februari, som också var en ”Super Tuesday” för republikanerna med talrika primärval, kunde slutligen John McCain slå igenom, då han som krigsveteran tilltalade stora delar av republikanernas valmanskår, även om han räknades som liberal av konservativa väljare.
Till vicepresidentkandidat utnämnde han Sarah Palin som överlag var populär bland konservativa väljare. Avslöjanden om hennes privatliv och politiska karriär dagarna efter tillkännagivandet skadade dock hennes anseende.
McCain och Palin blev den 3 september nominerade på Republikanernas partikonvent.

### Andra partier
I de övriga partierna, som överlag brukar ha minimala chanser, förekom blott få nämnvärda händelser.
Libertarian Party valde i och med Bob Barr en tidigare kongressledamot till presidentkandidat. Mike Gravel, som tidigare förgäves kämpat om demokraternas nominering, gick bet. Bob Barr sågs som ett potentiellt lockande alternativ för konservativa väljare.
Green Party lyckades, med Cynthia McKinney, också få en förutvarande kongressledamot. Detta hade Ralph Nader – som visserligen ställde upp som oberoende kandidat men som ändå fick många röster i åtskilliga primärval – indirekt bidragit till. 
Detta val var det första sedan 1988, vari före detta kongressledamöter kandiderade för andra partier än Demokraterna och Republikanerna.

### Obundna kandidater
Vidare diskuterades även några obundna kandidaturer i valrörelsens framkant i november.
New Yorks borgmästare, Michael Bloomberg, som lät genomföra en väljarundersökning i USA:s alla 50 delstater och visade sig vara en potentiell partilös kandidat, bestämde sig dock i slutet av februari 2008 att inte kandidera för presidentposten.
Den 24 februari 2008 kungjorde Ralph Nader, att han skulle kliva in i presidentvalrörelsen som obunden kandidat. Konsumentföreträdaren Nader hade redan i 2000 och 2004 års val kandiderat till Vita huset och fick då 2,7 procent respektive 0,4 procent av rösterna. Nader ville göra miljöfrågor och arbetsplatssäkerhet till valfrågor.

## Huvudvalrörelsen
John McCain kunde påbörja huvudkampanjen tidigt, då han hade säkrat sin kandidatur redan i mars månad. Den blev dock ringa uppmärksammad, emedan den offentliga uppmärksamheten fokuserade på det jämna loppet mellan Barack Obama och Hillary Clinton. Endast en utlandsresa, som han bland annat företog i Irak, kunde kortsiktigt rikta uppmärksamheten på honom.
Juni månad präglades ännu av efterverkningarna från rivaliteten mellan Obama och Clinton. Båda parterna gjorde ansträngningar för att ena demokraterna, för att därmed öka chanserna att kunna vinna valet. En tillställning i Unity (”enhet”) i New Hampshire, där primärvalet slutat oavgjort, sågs som särskilt symbolisk. Clinton tillkännagav där att hon stödde Barack Obama, och bad sina anhängare att göra detsamma. Obama vädjade också om donationer åt Clinton, vars valkampanj mot slutet förmodades ha hamnat i obalans. Obama överräckte Clinton en check på omkring 2 300 dollar, den högsta penningsumma som en enskild person fick ge en kandidat.

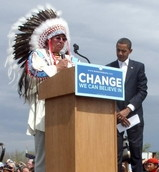
Kråkindianernas hövding Carl Venne och Barack Obama under valmötet på kråkindianernas reservat i Montana den 19 maj 2008.

Den 19 maj besökte Obama som förste presidentkandidat någonsin Kråkindianerna, och blev därvid hedersmedlem av stammen.
Under sommaren genomförde Obama också en längre utlandsresa, för att råda bot på kritiken om att han saknade utrikespolitisk erfarenhet. Han besökte bland annat Afghanistan, Irak, Israel och Tyskland. Hans tal vid Siegessäule i Berlin framfördes inför 200 000 personer och uppmärksammades runt om i Europa. I USA hade den uppkomna finanskrisen gjort att inrikespolitiken fått en allt mer central roll i valrörelsen och Obamas utlandsresor fick inget större utrymme i de amerikanska medierna. I opinionsundersökningarna behöll dock Obama ett stadigt, men knappt försprång före McCain.
Den 13 augusti sköts Bill Gwatney, en demokratisk superdelegat från Arkansas och vän till familjen Clinton. Den 16 augusti skedde Obamas och McCains första gemensamma valrörelseframträdande.
Valrörelsens intensiva del påbörjades i och med de båda stora partiernas konvent. Redan veckorna dessförinnan spekulerades det häftigt om när Obama skulle tillkännagiva sin vicepresidentkandidat. Valet föll slutligen på Joe Biden, en på det utrikespolitiska området erfaren senator. Det sågs som, att Biden skulle kunna kompensera för Obamas kortare politiska erfarenhet och dessutom såsom katolik direkt tilltala den vita medelklassen och katolska väljare.
Inför Demokraternas partikonvent spekulerades det i huruvida besvikna Clintonanhängare skulle följa Clintons råd och uttala sitt stöd för Obama. Även Bill Clinton, förutvarande president och Hillary Clintons make, höll ett tal där han tydligt tog ställning för Obama. Obama blev på hemställan av Hillary Clinton medelst acklamation vald till Demokraternas kandidat. I ett tal inför 75 000 människor antog han kandidaturen.
På ett valmöte i Dayton, Ohio, presenterade John McCain guvernören i Alaska, Sarah Palin, som sin kandidat till vicepresidentämbetet. Hans egen favorit Joe Lieberman blev tidigare hindrad av Republikanernas konservativa falang.
Republikanernas partistämma från 1 till 4 september i Saint Paul, Minnesota överskuggades av orkanen Gustav. Av medkänsla till offren för den pågående evakueringen genomfördes enbart församlingens konstituering på den första dagen. Framförallt Sarah Palins framträdande på nomineringskonventet den 4 september ledde till att McCain för första gången låg mellan 48 och 45 procent bättre till i nationella opinionsundersökningar.
Under hösten hade finanskrisen förvärrats ytterligare. Slutspurten i valkampanjen kom därför till stor del att handla om att visa för väljarna vem som var mest lämpad att lösa den ekonomiska krisen. Fokuset på kriget i Irak som initialt såg ut att bli huvudfråga i valet minskade därmed. Mellan den 26 september och 15 oktober 2008 genomfördes tre valdebatter mellan Obama och McCain. Efter debatterna gick Obama framåt i de landsomfattande opinionsmätningarna. Den 2 november 2008 avled Obamas mormor Madelyn Dunham av cancer vid 86 års ålder. Obama fick kännedom om sin mormors död den 3 november, en dag före valet.
När Obama blev vald uttrycktes förväntan om att omvärldens bild av USA, som var påfrestad under George W. Bushs regering, skulle förbättras. Farhågor om att vapenlagarna skulle bli mer restriktiva under Obamas regering ledde till en ökning i försäljningen av skjutvapen runtom i USA.

## Opinionsundersökningar

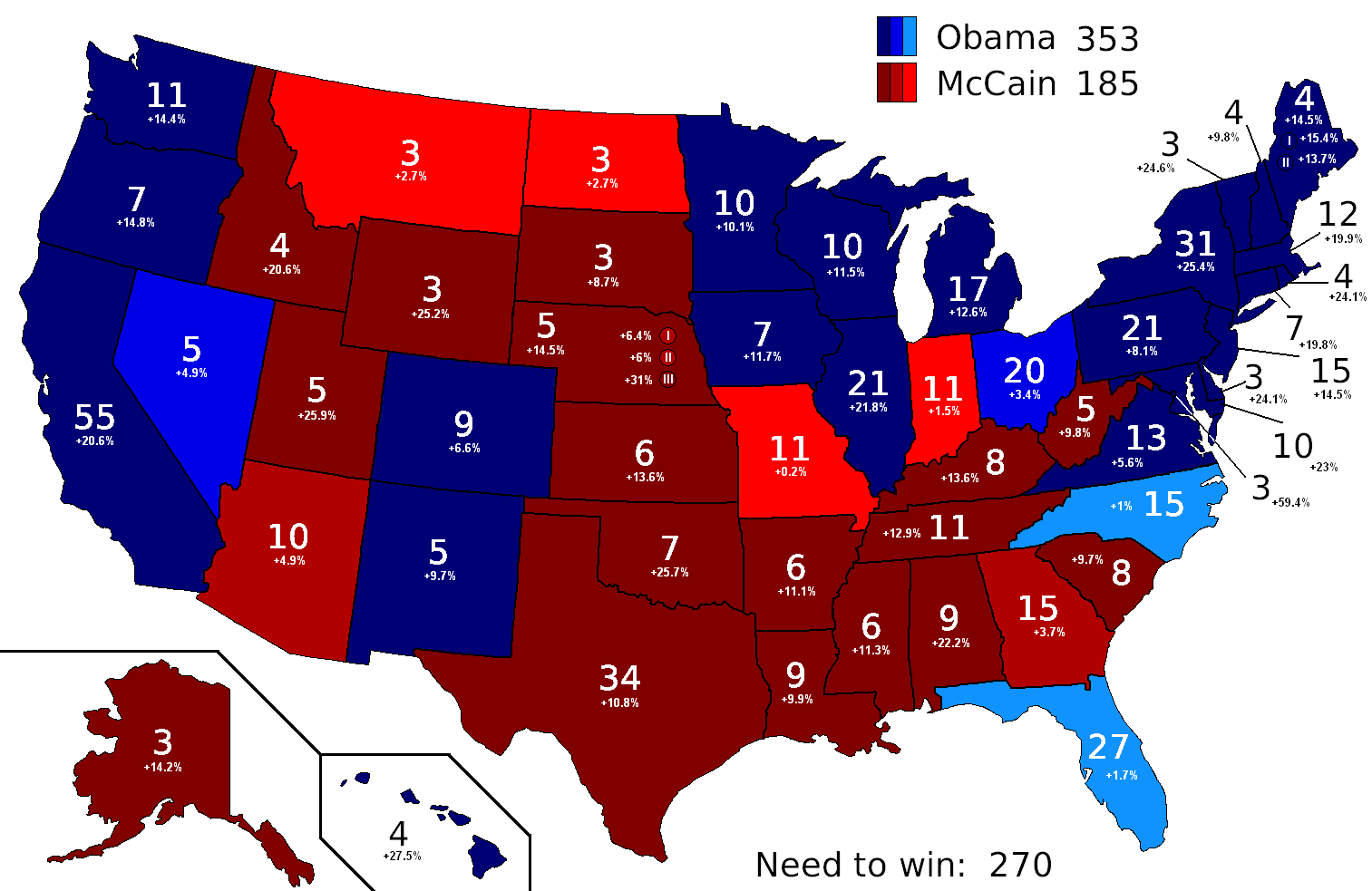
Nationsomfattande undersökningar, ställning den 4 november 2008.
>10 % Obama-ledning
4–10 % Obama-ledning
1–4 % Obama-ledning
osäkra
1–4 % McCain-ledning
4–10 % McCain-ledning
> 10 % McCain-ledning

Under valåret genomförde talrika opinionsinstitut dagliga undersökningar. Dessa återgav det aktuella valrörelseförloppet i form av en nationell opinionsbild. Tabellen innehåller ett genomsnittsvärde av de aktuella undersökningarna vid varje tidpunkt.
Presidentvalet handlar om 51 olika val, varvid med få undantag alla elektorer går till den kandidat som fått flest röster. Alltså är en förändring av det nationella opinionsmedelvärdet bara av betydelse när det påverkar majoritetsförhållandena i en eller flera delstater
Följaktligen är i följande tabell också valutgången efter elektorer angiven från början av huvudvalrörelsen. Undersökningar på delstatsnivå gjordes generellt inte lika ofta som nationella undersökningar, särskilt inte i delstater som räknades som säkra för någon av kandidaterna. Därtill låg resultat i många delstater inom den statistiska osäkerhetsmarginalen, så att en undersökning inte nödvändigtvis gav en realistisk bedömning av delstatens väljaropinioner. På grund härav är faktagrunden för elektorsberäkningen tydligt försvagad.
| Undersökningsgenomsnitt | Undersökningsgenomsnitt | Undersökningsgenomsnitt | Undersökningsgenomsnitt | Undersökningsgenomsnitt           |
| Ställning               | Nationellt medelvärde   | Nationellt medelvärde   | Nationellt medelvärde   | Elektorsdifferens enl. undersökn. |
| ----------------------- | ----------------------- | ----------------------- | ----------------------- | --------------------------------- |
| Ställning               | Barack Obama            | John McCain (R)         | Differens               | Elektorsdifferens enl. undersökn. |
| 1 januari 2008          | 45 %                    | 45 %                    | 0 %                     | inga undersökningar               |
| 1 februari 2008         | 43,3 %                  | 44,4 %                  | McCain +1,1 %           | inga undersökningar               |
| 1 mars 2008             | 47,5 %                  | 43,4 %                  | Obama +4,1 %            | inga undersökningar               |
| 1 april 2008            | 44,2 %                  | 44,4 %                  | McCain +0,2 %           | inga undersökningar               |
| 1 maj 2008              | 45,8 %                  | 44,9 %                  | Obama +0,9 %            | inga undersökningar               |
| 1 juni 2008             | 46,0 %                  | 45,3 %                  | Obama +0,7 %            | inga undersökningar               |
| 11 juni 2008            | 47,2 %                  | 42,6 %                  | Obama +4,6 %            | Obama +6                          |
| 1 juli 2008             | 47,6 %                  | 41,7 %                  | Obama +5,9 %            | Obama +70                         |
| 15 juli 2008            | 47,0 %                  | 42,5 %                  | Obama +4,5 %            | Obama +70                         |
| 1 augusti 2008          | 46,5 %                  | 43,9 %                  | Obama +2,6 %            | Obama +106                        |
| 15 augusti 2008         | 45,2 %                  | 41,7 %                  | Obama +3,5 %            | Obama +70                         |
| 20 augusti 2008         | 45,1 %                  | 43,9 %                  | Obama +1,2 %            | McCain +10                        |
| 1 september 2008        | 48,8 %                  | 44,3 %                  | Obama +4,5 %            | Obama +8                          |
| 8 september 2008        | 45,4 %                  | 48,3 %                  | McCain +2,9 %           | Obama +8                          |
| 15 september 2008       | 46,3 %                  | 44,7 %                  | Obama +1,6 %            | Obama +8                          |
| 1 oktober 2008          | 48,9 %                  | 43,6 %                  | Obama +5,3 %            | Obama +168                        |
| 4 oktober 2008          | 49,3 %                  | 43,4 %                  | Obama +5,9 %            | Obama +168                        |
| 11 oktober 2008         | 49,9 %                  | 42,3 %                  | Obama +7,6 %            | Obama +168                        |
| 15 oktober 2008         | 50,1 %                  | 42,1 %                  | Obama +8 %              | Obama +190                        |
| 18 oktober 2008         | 49,6 %                  | 43,1 %                  | Obama +6,5 %            | Obama +190                        |
| 25 oktober 2008         | 50,4 %                  | 42,4 %                  | Obama +8 %              | Obama +212                        |
| 28 oktober 2008         | 50,5 %                  | 43,8 %                  | Obama +6,7 %            | Obama +212                        |
| 29 oktober 2008         | 49,9 %                  | 43,9 %                  | Obama +6 %              | Obama +212                        |
| 30 oktober 2008         | 49,7 %                  | 43,8 %                  | Obama +5,9 %            | Obama +190                        |
| 31 oktober 2008         | 50,0 %                  | 43,5 %                  | Obama +6,5 %            | Obama +168                        |
| 1 november 2008         | 50,4 %                  | 43,6 %                  | Obama +6,8 %            | Obama +168                        |
| 2 november 2008         | 50,7 %                  | 44,3 %                  | Obama +6,4 %            | Obama +168                        |
| 3 november 2008         | 51,6 %                  | 44,3 %                  | Obama +7,3 %            | Obama +138                        |
| 4 november 2008         | 52,1 %                  | 44,5 %                  | Obama +7,6 %            | Obama +138                        |
| Valresultat             | 52,92 %                 | 45,67 %                 | Obama +7,3 %            | Obama +192                        |

## Slutresultat

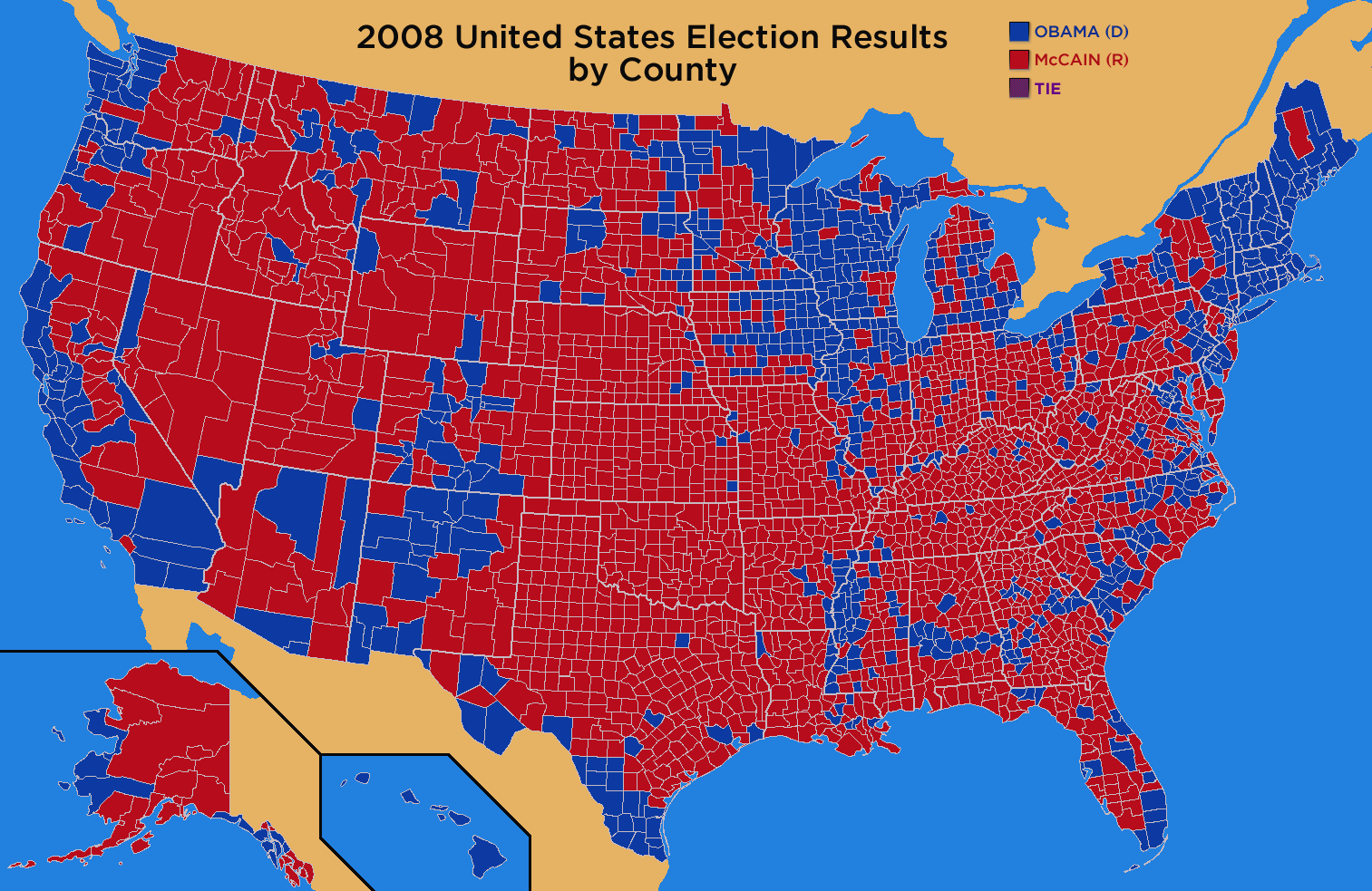
Presidentvalets resultat i enskilda countyn:
Majoritet för Obama
Majoritet för McCain

Resultat enligt official Federal Election Commission report. Tillstyrkt av USA:s kongress 8 januari 2009.
| Kandidat         | Medkandidat      | Parti             | Väljarröster | Procent | Elektorsröster |
| ---------------- | ---------------- | ----------------- | ------------ | ------- | -------------- |
| Barack Obama     | Joe Biden        | Demokraterna      | 69 456 897   | 52,92 % | 365            |
| John McCain      | Sarah Palin      | Republikanerna    | 59 934 814   | 45,66 % | 173            |
| Ralph Nader      | Matt Gonzalez    | partilös          | 738 475      | 0,56 %  | 0              |
| Bob Barr         | Wayne Allyn Root | Libertarian Party | 523 686      | 0,40 %  | 0              |
| Chuck Baldwin    | Darrell Castle   | Constitution      | 199 314      | 0,19 %  | 0              |
| Cynthia McKinney | Rosa Clemente    | Green Party       | 161 603      | 0,2 %   | 0              |
|                  |                  |                   |              |         |                |
| Summa            | Summa            | Summa             | 126 447 894  | 100 %   | 537            |

### Resultat i de olika delstaterna
Denna tabell visar de slutgiltiga officiella resultaten från de delstatsvisa valen för de presidentkandidater som fanns med på tillräckligt många delstaters valsedlar för att ha en teoretisk möjlighet att vinna en majoritet i elektorskollegiet. I de två första kolumnerna finns delstatens namn och dess antal elektorer. Fetstil anger vinnare i delstaten sammanlagt i varje delstat liksom vinnarna i valkretsarna i Maine och Nebraska, de enda delstater som fördelar elektorerna på flera valkretsar. Väljarröstresultatet kommer från official Federal Election Commission report. Fyra delstater, Georgia, Illinois, New York och Ohio, har därefter justerat sina röstresultat. De à jour-förda resultaten från Georgia, Illinois , New York och Ohio finns medtagna här.
| Delstater/valkretsar tagna av Obama/Biden  |
| Delstater/valkretsar tagna av McCain/Palin |

| Delstat | Elektorer | Obama      | McCain     | Nader   | Barr    | Baldwin | McKinney | Övriga  |
| --- | --------- | ---------- | ---------- | ------- | ------- | ------- | -------- | ------- |
| Alabama | 9         | 813 479    | 1 266 546  | 6 788   | 4 991   | 4 310   |          | 3 705   |
| Alaska | 3         | 123 594    | 193 841    | 3 783   | 1 589   | 1 660   |          | 1 730   |
| Arizona | 10        | 1 034 707  | 1 230 111  | 11 301  | 12 555  | 1 371   | 3 406    | 24      |
| Arkansas | 6         | 422 310    | 638 017    | 12 882  | 4 776   | 4 023   | 3 470    | 1 139   |
| Colorado | 9         | 1 288 576  | 1 073 589  | 13 350  | 10 897  | 6 233   | 2 822    | 5 894   |
| Connecticut | 7         | 997 772    | 629 428    | 19 162  |         | 311     | 90       | 29      |
| Delaware | 3         | 255 459    | 152 374    | 2 401   | 1 109   | 626     | 385      | 58      |
| District of Columbia | 3         | 245 800    | 17 367     | 958     |         |         | 590      | 1 138   |
| Florida | 27        | 4 282 074  | 4 045 624  | 28 124  | 17 218  | 7 915   | 2 887    | 6 902   |
| Georgia | 15        | 1 844 123  | 2 048 759  | 1 158   | 28 731  | 1 402   | 250      | 63      |
| Hawaii | 4         | 325 871    | 120 566    | 3 825   | 1 314   | 1 013   | 979      |         |
| Idaho | 4         | 236 440    | 403 012    | 7 175   | 3 658   | 4 747   |          |         |
| Illinois | 21        | 3 419 348  | 2 031 179  | 30 948  | 19 642  | 8 256   | 11 838   | 1 160   |
| Indiana | 11        | 1 374 039  | 1 345 648  | 909     | 29 257  | 1 024   | 87       | 90      |
| Iowa | 7         | 828 940    | 682 379    | 8 014   | 4 590   | 4 445   | 1 423    | 7 332   |
| Kalifornien | 55        | 8 274 473  | 5 011 781  | 108 381 | 67 582  | 3 145   | 38 774   | 57 764  |
| Kansas | 6         | 514 765    | 699 655    | 10 527  | 6 706   | 4 148   | 35       | 36      |
| Kentucky | 8         | 751 985    | 1 048 462  | 15 378  | 5 989   | 4 694   |          |         |
| Louisiana | 9         | 782 989    | 1 148 275  | 6 997   |         | 2 581   | 9 187    | 10 732  |
| Maine | 2*        | 421 923    | 295 273    | 10 636  | 251     | 177     | 2 900    | 431     |
| Maines 1:a valkrets | 1         | 232 145    | 144 604    | 5 263   |         |         | 1 362    | 252     |
| Maines 2:a valkrets | 1         | 189 778    | 150 669    | 5 373   |         |         | 1 538    | 179     |
| Maryland | 10        | 1 629 467  | 959 862    | 14 713  | 9 842   | 3 760   | 4 747    | 9 205   |
| Massachusetts | 12        | 1 904 097  | 1 108 854  | 28 841  | 13 189  | 4 971   | 6 550    | 14 483  |
| Michigan | 17        | 2 872 579  | 2 048 639  | 33 085  | 23 716  | 14 685  | 8 892    | 170     |
| Minnesota | 10        | 1 573 354  | 1 275 409  | 30 152  | 9 174   | 6 787   | 5 174    | 10 319  |
| Mississippi | 6         | 554 662    | 724 597    | 4 011   | 2 529   | 2 551   | 1 034    | 481     |
| Missouri | 11        | 1 441 911  | 1 445 814  | 17 813  | 11 386  | 8 201   | 80       |         |
| Montana | 3         | 231 667    | 242 763    | 3 686   | 1 355   | 143     | 23       | 10 638  |
| Nebraska | 2*        | 333 319    | 452 979    | 5 406   | 2 740   | 2 972   | 1 028    | 2 837   |
| Nebraskas 1:a valkrets | 1         | 121 468    | 148 179    | 1 970   | 929     | 1 019   | 393      |         |
| Nebraskas 2:a valkrets | 1         | 138 752    | 135 439    | 1 621   | 1 007   | 604     | 321      |         |
| Nebraskas 3:e valkrets | 1         | 73 099     | 169 361    | 1 815   | 804     | 1 349   | 314      |         |
| Nevada | 5         | 533 736    | 412 827    | 6 150   | 4 263   | 3 194   | 1 411    | 6 267   |
| New Hampshire | 4         | 384 826    | 316 534    | 3 503   | 2 217   | 226     | 40       | 3 624   |
| New Jersey | 15        | 2 215 422  | 1 613 207  | 21 298  | 8 441   | 3 956   | 3 636    | 2 277   |
| New Mexico | 5         | 472 422    | 346 832    | 5 327   | 2 428   | 1 597   | 1 552    |         |
| New York | 31        | 4 804 701  | 2 752 728  | 41 248  | 19 595  | 634     | 12 801   | 8 936   |
| North Carolina | 15        | 2 142 651  | 2 128 474  | 1 448   | 25 722  |         | 158      | 13 942  |
| North Dakota | 3         | 141 278    | 168 601    | 4 189   | 1 354   | 1 199   |          |         |
| Ohio | 20        | 2 933 388  | 2 674 491  | 42 337  | 19 917  | 12 565  | 8 518    | 7 149   |
| Oklahoma | 7         | 502 496    | 960 165    |         |         |         |          |         |
| Oregon | 7         | 1 037 291  | 738 475    | 18 614  | 7 635   | 7 693   | 4 543    | 13 613  |
| Pennsylvania | 21        | 3 276 363  | 2 655 885  | 42 977  | 19 912  | 1 092   |          |         |
| Rhode Island | 4         | 296 571    | 165 391    | 4 829   | 1 382   | 675     | 797      | 122     |
| South Carolina | 8         | 862 449    | 1 034 896  | 5 053   | 7 283   | 6 827   | 4 461    |         |
| South Dakota | 3         | 170 924    | 203 054    | 4 267   | 1 835   | 1 895   |          |         |
| Tennessee | 11        | 1 087 437  | 1 479 178  | 11 560  | 8 547   | 8 191   | 2 499    | 2 337   |
| Texas | 34        | 3 528 633  | 4 479 328  | 5 440   | 56 116  | 5 395   | 831      | 2 781   |
| Utah | 5         | 327 670    | 596 030    | 8 416   | 6 966   | 12 012  | 982      | 294     |
| Vermont | 3         | 219 262    | 98 974     | 3 339   | 1 067   | 500     | 66       | 1 904   |
| Virginia | 13        | 1 959 532  | 1 725 005  | 11 483  | 11 067  | 7 474   | 2 344    | 6 355   |
| Washington | 11        | 1 750 848  | 1 229 216  | 29 489  | 12 728  | 9 432   | 3 819    | 1 346   |
| West Virginia | 5         | 303 857    | 397 466    | 7 219   |         | 2 465   | 2 355    | 89      |
| Wisconsin | 10        | 1 677 211  | 1 262 393  | 17 605  | 8 858   | 5 072   | 4 216    | 8 062   |
| Wyoming | 3         | 82 868     | 164 958    | 2 525   | 1 594   | 1 192   |          | 1 521   |
| |           |            |            |         |         |         |          |         |
| Summa | 538       | 69 498 215 | 59 948 240 | 738 720 | 523 713 | 199 437 | 161 680  | 226 979 |
| * Maine och Nebraska använder sig inte av metoden att låta alla elektorer gå till den kandidat som flest väljare röstat på, istället låter de två elektorer gå till den som fått flest röster i hela delstaten och en för varje valkrets. |           |            |            |         |         |         |          |         |

## Perspektiv
Amerikanerna tenderar att välja personer med erfarenhet av exekutiva politiska funktioner, det vill säga tidigare guvernörer och vicepresidenter, till presidentämbetet framför exempelvis kongressledamöter. Senast en person som inte hade denna bakgrund valdes var 1960, då senator John F. Kennedy valdes till president. I 2008 års val var dock såväl demokraternas kandidat, Obama, som republikanernas dito, McCain, senatorer.

### Dyraste presidentvalet i USA:s historia
Michael Toner, chef över USA:s federala valmyndighet, Federal Election Committee (FEC), utgick från att presidentvalet 2008 skulle komma att bli det dyraste i USA:s historia. Toner menade att de sammanlagda utgifterna skulle att uppgå till mer än en miljard dollar. Dessutom var han av den åsikten, att en kandidat vid slutet av 2007 skulle ha minst 100 miljoner doller i valkampanjmedel till sitt förfogande för att tas på allvar och ha en chans i hela landet.

#### Valkampanjdonationer från januari 2007 till november 2008
Varje amerikansk medborgare fick donera högst 4 600 dollar till varje kandidat under en presidentvalrörelse, vardera 2 300 dollar i för- och huvudvalkampanjerna. Lobbygrupper, så kallade Political Action Committees, fick likaså ge bidrag upp till en fastställd övre gräns. Kandidaterna lade också till en del av sin egen förmögenhet.
För alla kandidater utgjorde enskilda donationer från medborgare den största bidragskällan. Barack Obama var den enda kandidaten som uttryckligen avstod från andra donationer.
| Kandidat         | Källa | Gåvointäkter i dollar | Kampanjutgifter i dollar | Återstod (”cash-on-hand”) i dollar | Skulder i dollar |
| ---------------- | ----- | --------------------- | ------------------------ | ---------------------------------- | ---------------- |
| Barack Obama (D) | K     | 770 469 843           | 740 557 859              | 29 911 984                         | 594 765          |
| John McCain (R)  | K     | 239 614 935           | 231 609 656              | 8 005 279                          | 155 692          |

Utslagna kandidaters kampanjfinansiering  (januari 2007–april 2008)
| Kandidat             | Källa | Gåvointäkter i dollar | Kampanjutgifter i dollar | Återstod (”cash-on-hand”) i dollar | Skulder i dollar |
| -------------------- | ----- | --------------------- | ------------------------ | ---------------------------------- | ---------------- |
| Hillary Clinton (D)  | K     | 221 704 583           | 192 038 129              | 29 666 454                         | 19 480 893       |
| Mitt Romney (R)      | K     | 111 115 777           | 111 069 181              | 60 421                             | 44 300 000       |
| Rudolph Giuliani (R) | K     | 65 531 287            | 65 336 729               | 194 558                            | 3 628 117        |
| John Edwards (D)     | K     | 56 627 724            | 55 821 961               | 805 763                            | 14 923           |
| Ron Paul (R)         | K     | 34 920 537            | 30 207 868               | 4 715 092                          | inga             |
| Bill Richardson (D)  | K     | 24 319 862            | 24 319 203               | 659                                | 317 494          |
| Fred Thompson (R)    | K     | 24 102 904            | 23 723 349               | 379 555                            | 107 905          |
| Mike Huckabee (R)    | K     | 16 365 788            | 16 331 311               | 34 477                             | 74 449           |